# Euphrosynoplax campechiensis
Euphrosynoplax campechiensis är en kräftdjursart som beskrevs av Vazquez-Bader och Gracia 1991. Euphrosynoplax campechiensis ingår i släktet Euphrosynoplax och familjen Pseudorhombilidae. Inga underarter finns listade i Catalogue of Life.